# みらい證券
みらい證券株式会社（Mirai Securities Co.,Ltd.）は、東京都港区に本社を置く日本の証券会社。

## 沿革
- 1998年10月 - 日本アジア投資株式会社の100％子会社として、未来証券株式会社を設立
- 1998年11月 - 日本証券業協会に加入
- 2002年3月 - 株式会社未来総研（現: みらいエフピー株式会社 連結子会社）、みらい・ベンチャーパートナーズ株式会社（現：みらいキャピタル株式会社 連結子会社）を設立
- 2005年4月 - 大阪証券取引所のIPO取引資格を取得
- 2006年4月 - 福岡証券取引所に特定正会員として加入
- 2008年8月8日 - 商号を『みらい證券株式会社』へ変更
- 2016年6月17日 - 日本証券業協会より株主コミュニティの運営会員に指定[1]

## グリーンシート
- 2004年8月2日 - 太陽毛絲紡績（グリーンシート 3211）

## 株主コミュニテイ
- 2004年8月2日 - 武井工業所  （5286）